# بيرثولد كارل سيمان
بيرثولد كارل سيمان (بالألمانية: Berthold Carl Seemann)‏، عالم نبات ألماني، ولد في 25 شباط (فبراير) 1825 في هانوفر، وتوفي في 10 تشرين الأول (أكتوبر) 1871 في نيكاراغوا. سافر على نطاق واسع حول العالم وجمع العديد من النباتات ووصفها من منطقتي المحيط الهادئ وأمريكا الجنوبية.
سافر عام 1844 إلى المملكة المتحدة لدراسة علم النبات في الحدائق النباتية الملكية في كيو. بناءً على توصيات السير ويليام جاكسون هوكير، تم تعيينه اختصاصي طبيعة في رحلة استكشاف الساحل الغربي الأمريكي والمحيط الهادي التي قام بها هنري كيليت بينن 1847 و1851. عادت البعثة عن طريق هاواي، هونغ كونغ والهند الشرقية، ووصلت إلى كيب في آذار (مارس) 1851، وفيها قابل مع أحد معارفه السابقين كارل لودفيغ فيليب زاير وعلى صحبة أخرى، تسلقوا معاً جبل تيبل في 13 آذار (مارس) 1851. غادر كيب عائداً إلى بريطانيا في 27 آذار ووصلها في شهر حزيران (يونيو). نال درجة الدكتوراة من جامعة غوتنغن عام 1853.
عام 1859، رحل إلى فيجي ونشر كتالوغ عن نباتات الجزيرة والجزر التابعة لها، وكان هذا الكتالوغ أساس كتاب "Flora Vitiensis Nova" الذي نشره ألبرت تشارلز سميث بين 1979 و1991. في عقد 1860 زار أمريكا الجنوبية، فنزويلا في 1864 ونيكاراغوا من 1866 و1867. عمل لاحقاً على إدارة منشأة لتكرير السكر في بنما ومنجماً للذهب في نيكاراغوا، حيث توفي جرّاء الإصابة بالحمى.
أنشأ مجلة "Bonplandia" وحررها في الفترة من 1853 حتى 1862 ومجلة «مجلة علم النباتات البريطانية والخارجية» بين عامي 1863 و1871